# Obrona cywilna

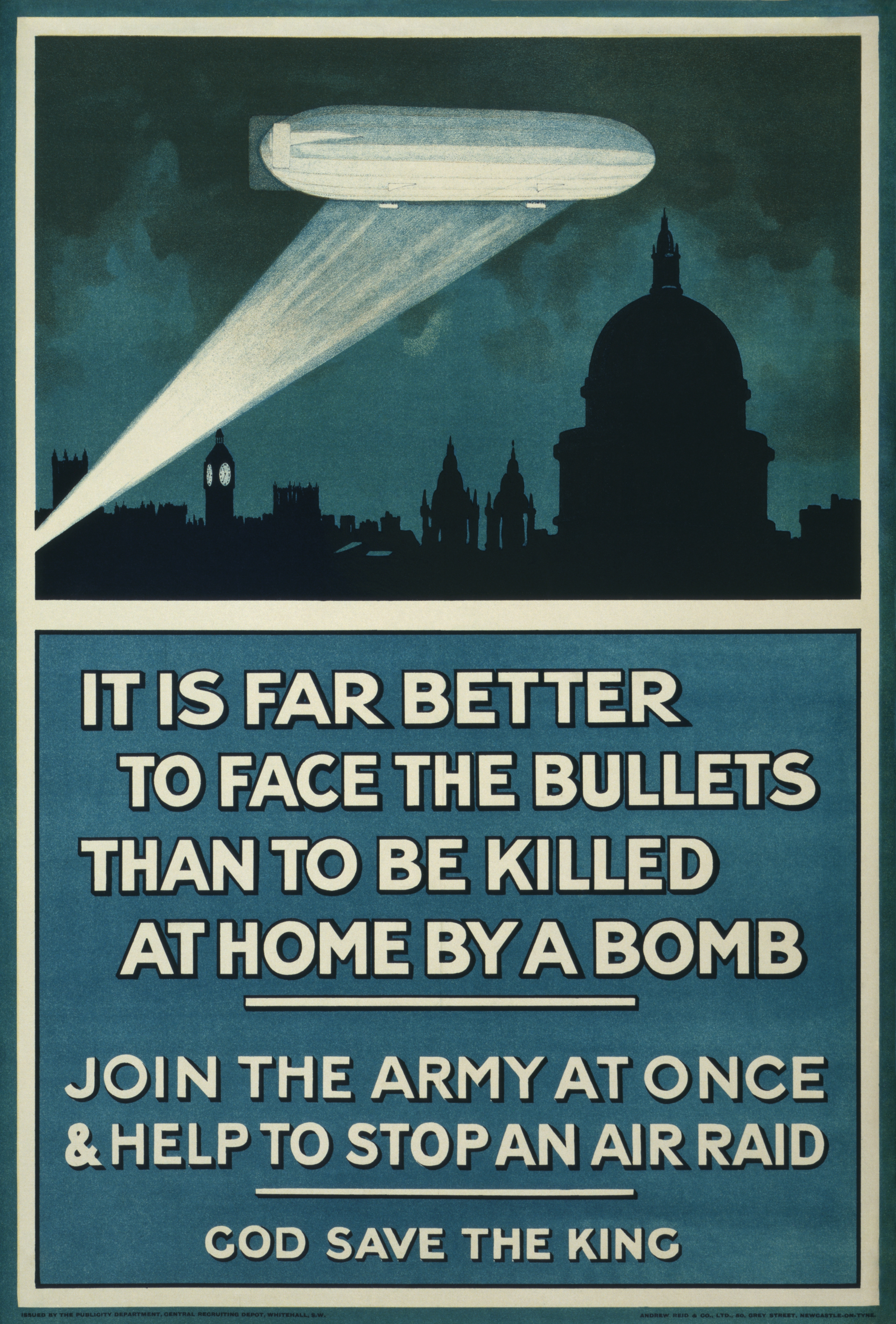
Plakat brytyjski z I wojny światowej, zwracający uwagę na zagrożenie, jakie stanowi powietrzne bombardowanie z niemieckich sterowców

Obrona cywilna – system, którego celem jest ochrona ludności, zakładów pracy i urządzeń użyteczności publicznej, dóbr kultury, ratowanie i udzielanie pomocy poszkodowanym w czasie wojny oraz współdziałanie w zwalczaniu skutków klęsk żywiołowych i katastrof.

## Zadania obrony cywilnej na świecie
Zgodnie z Protokołami dodatkowymi do Konwencji genewskich z 12 sierpnia 1949 r., dotyczącymi ochrony ofiar międzynarodowych konfliktów zbrojnych (Protokół I) oraz dotyczący ochrony ofiar międzynarodowych konfliktów zbrojnych (Protokół II), zadaniami obrony cywilnej są:
1. służba ostrzegawcza;
2. ewakuacja;
3. przygotowanie i organizowanie schronów;
4. obsługa środków zaciemnienia;
5. ratownictwo;
6. służby medyczne, włączając w to pierwszą pomoc oraz opiekę religijną;
7. walka z pożarami;
8. wykrywanie i oznaczanie stref niebezpiecznych;
9. odkażanie i inne podobne działania ochronne;
10. dostarczanie doraźnych pomieszczeń i zaopatrzenia;
11. doraźna pomoc dla przywrócenia i utrzymania porządku w strefach dotkniętych klęskami;
12. doraźne przywrócenie działania niezbędnych służb użyteczności publicznej;
13. doraźne grzebanie zmarłych;
14. pomoc w ratowaniu dóbr niezbędnych dla przetrwania;
15. dodatkowe rodzaje działalności, niezbędne dla wypełnienia któregoś z zadań wyżej wymienionych, w tym planowanie i prace organizacyjne.

## Obrona cywilna w Polsce po 1989

### Aktualny stan prawny (od 1.01.2025)
1  stycznia 2025 roku weszła w życie ustawa z dnia 5 grudnia 2024 r. o ochronie ludności i obronie cywilnej (Dz.U. z 2024 r. poz. 1907), która reguluje te zagadnienia.
Nowe przepisy mają na celu zlikwidowanie luki prawnej dotyczącej funkcjonowania obrony cywilnej, która powstała po wejściu w życie ustawy z 11 marca 2022 r. o obronie Ojczyzny. Rząd przygotował wcześniej projekt tzw. megaustawy o ochronie ludności, zakładający połączenie zagadnień związanych z obroną cywilną, zarządzaniem kryzysowym oraz reagowaniem na skutki sytuacji kryzysowych. Projekt ten zawierał jednak wiele kontrowersyjnych zapisów, w tym propozycję wprowadzenia nowych stanów nadzwyczajnych, i ostatecznie nie został skierowany do Sejmu.
Nowa ustawa opiera się na siedmiu filarach:
- System ostrzegania i alarmowania
- Ewakuacja i przyjęcie ludności
- Schrony i ukrycie dla ludności
- Wzmacnianie społecznej odporności
- Budowanie zasobów i struktur ochrony ludności i obrony cywilnej
- Funkcjonowanie ochrony ludności w czasie wojny
- Finansowanie ochrony ludności i OC

#### Różnice pomiędzy Ochroną Ludności a Obroną Cywilną[3]
Ustawodawca zawarł w ustawie zastrzeżenie, iż z chwilą wprowadzenia stanu wojennego i w czasie wojny:
- ochrona ludności staje się obroną cywilną;
- organy ochrony ludności stają się organami obrony cywilnej;
- podmioty ochrony ludności stają się podmiotami obrony cywilnej;
- zasoby ochrony ludności stają się zasobami obrony cywilnej

### Struktura Ochrony Ludności i Obrony Cywilnej[3]
Ustawa wydziela dwa rodzaje uczestników ustawy. Są to Organy Ochrony Ludności i Podmioty Ochrony Ludności.
Organami odpowiedzialnymi za ochronę ludności w Polsce są:
1. Terytorialne organy ochrony ludności:
- wójt, burmistrz lub prezydent miasta,
- starosta,
- wojewoda,
- minister właściwy do spraw wewnętrznych.

2. Pozostałe organy ochrony ludności,:
- marszałek województwa,
- minister kierujący działem administracji rządowej, w ramach którego działają lub są nadzorowane:
  - podmioty ochrony ludności,
  - organy obsługiwane przez te podmioty.

3. Podmioty ochrony ludności
Podmioty dzielą się w myśl ustawy na dwa rodzaje. Zgodnie z Rozdziałem 3 art. 17 ustawy są to podmioty wpisane enumeratywnie w ustawę o ochronie ludności(39 podmiotów) w tym:
- Rządowe Centrum Bezpieczeństwa;
- jednostki organizacyjne Państwowej Straży Pożarnej;
- ochotnicze straże pożarne; zakładowe straże pożarne, służby, inspekcje i straże;

- Rządowa Agencja Rezerw Strategicznych;
- przedsiębiorstwa zapewniające podstawowe usługi (np. oczyszczanie miasta, dostarczenie wody);
- społeczne organizacje ratownicze;
- podmioty lecznicze;
- organizacje pozarządowe: PCK, PZW, PZŁ
- Caritas Polska,
- Areoklub Polski,
- organizacje harcerskie i skautowe objęte Honorowym Protektoratem Prezydenta Rzeczypospolitej Polskiej

Nowa ustawa pozwala organom ochrony ludności w celu zapewnienia wykonania zadań ochrony ludności lub obrony cywilnej mogą zawierać porozumienia z:
- organizacjami pozarządowymi realizującymi zadania ochrony ludności lub obrony cywilnej;
- podmiotami wskazanymi w art. 3 ust. 3 ustawy z dnia 24 kwietnia 2003 r. o działalności pożytku publicznego i o wolontariacie (Dz. U. z 2024 r. poz. 1491 i 1761), realizującymi zadania ochrony ludności lub obrony cywilnej;
- podmiotami prognozującymi i monitorującymi zagrożenia;
- przedsiębiorcami i innymi podmiotami świadczącymi usługi pomocy doraźnej i pomocy humanitarnej;
- przedsiębiorstwami państwowymi lub spółkami prawa handlowego, w tym spółkami, w których Skarb Państwa lub jednostka samorządu terytorialnego posiadają udziały lub akcje;
- innymi podmiotami prowadzącymi działalność gospodarczą niezbędną do zapewnienia realizacji zadań ochrony ludności lub obrony cywilnej

## Finansowanie Obrony Cywilnej[4]
Ustawa o ochronie ludności i obronie cywilnej wprowadza system wielopoziomowego finansowania zadań związanych z bezpieczeństwem obywateli. Środki pochodzą z budżetu państwa, samorządów terytorialnych oraz spółek Skarbu Państwa.
Z budżetu państwa finansowane są m.in.:
- Program Ochrony Ludności i Obrony Cywilnej, opracowywany przez ministra właściwego ds. wewnętrznych,
- dotacje celowe na budowę, remonty i utrzymanie budowli ochronnych oraz miejsc schronienia,
- wydatki obronne – co najmniej 0,3% PKB rocznie, z czego 0,15% na zadania obronne,
- środki z Funduszu Modernizacji Bezpieczeństwa Publicznego i Ochrony Ludności, który wspiera inwestycje i zadania administracji rządowej i samorządowej.

Samorządy (gminy, powiaty, województwa) realizują zadania w ramach własnych budżetów oraz mogą korzystać z rezerwy celowej na zarządzanie kryzysowe.
Dodatkowo, spółki Skarbu Państwa i JST mogą przekazywać do 0,3% zysków netto na fundusz modernizacji systemu ochrony ludności. 

## Sytuacja obrony cywilnej w Polsce wIII RP
Z dniem 23 kwietnia 2022 r. weszła w życie ustawa z dnia 11 marca 2022 r. o obronie Ojczyzny (Dz.U. z 2024 r. poz. 248). Nowa ustawa uchyliła starą ustawę z dnia 21 listopada 1967 r. o powszechnym obowiązku obrony Rzeczypospolitej Polskiej (Dz.U. z 2021 r. poz. 372) , która w Dziale IV wyczerpująco regulowała problematykę obrony cywilnej. Nowa ustawa nie zawiera takich przepisów, i tym samym, do końca 2024 r. w Polsce nie było podstaw prawnych funkcjonowania obrony cywilnej
Do 22 kwietnia 2022 r. organizacją obrony cywilnej w Polsce zajmowała się Obrona Cywilna Kraju, której szefem był Komendant Główny Państwowej Straży Pożarnej. Szefowie Obrony Cywilnej na poziomie gminy, powiatu i województwa opracowywali i opiniowali tzw. plany obrony cywilnej, które były najważniejszą instrukcją dla władz cywilnych w przypadku wystąpienia zagrożenia dla ludności.
Szefem Obrony Cywilnej na poziomie województwa był wojewoda, na poziomie powiatu lub miasta na prawach powiatu – starosta lub prezydent miasta, na poziomie gminy – wójt, burmistrz, prezydent miasta.
Podstawowymi jednostkami organizacyjnymi były formacje obrony cywilnej, które składać się mogły z oddziałów przeznaczonych do wykonywania zadań ogólnych, jak i jednostek specjalistycznych (np. ratownictwa). Były tworzone decyzją terenowych organów administracyjnych oraz pracodawców.
9 września 1991 r. prezydent Lech Wałęsa ratyfikował protokoły dodatkowe do Konwencji genewskich z 12 sierpnia 1949 r., dotyczącymi ochrony ofiar międzynarodowych konfliktów zbrojnych oraz dotyczący ochrony ofiar międzynarodowych konfliktów zbrojnych. Rada Ministrów  wprowadziła je w życie, zaś 24 kwietnia 1992 r. 

## Obrony cywilnej w Polsce 1945-1989

### Terenowa Obrona Przeciwlotnicza (TOPL)
Była to formacja organizowana w Polsce po II wojnie światowej, odpowiedzialna za przygotowanie ludności cywilnej oraz infrastruktury państwowej do obrony przed zagrożeniami z powietrza, zwłaszcza w kontekście potencjalnych ataków bombowych i atomowych zgodnie z (Dz.U. z 1951 r. nr 14, poz. 109). 
Bezpośrednio po rozpoczęciu wyzwalania terytorium Polski w 1944 roku, przy tworzących się strukturach administracyjnych i wojskowych powoływano referaty Obrony Przeciwlotniczej. Początkowo odpowiedzialność za te działania spoczywała na Głównym Inspektoracie Artylerii Wojska Polskiego. W 1946 roku powołano Sztab Obrony Przeciwlotniczej Państwa, który składał się z wydziałów obrony czynnej i biernej. W tym okresie utrzymano w mocy przedwojenne przepisy z lat 1934 i 1937.
W lipcu 1950 roku, przed wprowadzeniem nowego ustawodawstwa, przy Prezydium Rządu utworzono Komendę Główną Terenowej Obrony Przeciwlotniczej (KG TOPL) oraz jej struktury przy radach wojewódzkich. Rok później, w 1951 roku, weszła w życie ustawa, która formalnie określiła zadania TOPL.

### Zadania TOPL
Na mocy ustawy z 1951 roku do głównych zadań TOPL należało:
- przygotowanie ludności, zakładów pracy, obiektów komunikacyjnych i instytucji publicznych do obrony przed atakami z powietrza oraz likwidacji ich skutków,
- budowa systemów alarmowania, zaciemniania i ewidencjonowania zniszczeń,
- organizacja i szkolenie służb ratowniczych i pomocniczych,
- przystosowywanie budownictwa do potrzeb ochrony,
- planowanie zaopatrzenia w sprzęt ochronny i środki ratunkowe,
- prowadzenie akcji obronnych oraz szkolenia ludności.

W realizacji tych zadań wspierały TOPL organizacje społeczne, takie jak Ochotnicza Straż Pożarna, Polski Czerwony Krzyż, Związek Młodzieży Polskiej oraz Liga Kobiet.

### Zimna wojna i zmiany strukturalne
W obliczu wzrostu zagrożenia bronią jądrową oraz eskalacji zimnej wojny, w 1959 roku powołano Komitet Obrony Kraju , który doprecyzował zadania TOPL w nowym kontekście. Obejmowały one m.in. planowanie ewakuacji, przygotowanie schronów i stworzenie warunków do funkcjonowania państwa w czasie wojny.
W 1963 roku wprowadzono nowe przepisy na mocy Rozporządzenia Rady Ministrów w sprawie służby wojskowej w systemie obrony terytorialnej, które formalizowały pojęcie Obrony Terytorialnej. Część zadań TOPL została przekazana właśnie tej formacji, która miała przygotowywać zarówno działania militarne, jak i cywilne na wypadek wojny. Autorem planu operacyjnego terytorialnej obrony kraju był generał dywizji Bolesław Chocha.

### Przekształcenie TOPL
W grudniu 1965 roku TOPL została rozwiązana jako odrębna struktura i włączona w system Obrony Terytorialnej Kraju (OTK). Na jej bazie powołano Inspektorat Powszechnej Samoobrony (IPS), który działał w ramach szerszego systemu, obejmującego m.in. Szefostwa Wojsk Obrony Wewnętrznej, Wojsk Obrony Pogranicza oraz Inspektorat Obrony Terytorialnej.
Nowe zadania IPS obejmowały m.in.:
- organizację powszechnej samoobrony ludności,
- alarmowanie o zagrożeniach z powietrza,
- współpracę z władzami przy ewakuacji i militaryzacji wybranych jednostek,
- realizację przedsięwzięć technicznych chroniących ludność,
- dostarczanie środków ochrony indywidualnej,
- prowadzenie szkoleń obronnych dla obywateli.

### Stworzenie Obrony Cywilnej[8]
W 1973 roku zapadła decyzja o organizacji nowego systemu Obrony Cywilnej pod kryptonimem „KRAJ-73”. Na mocy uchwały Rady Ministrów nr 111/73 z dnia 18 maja 1973 r. określono jej cele, zadania oraz strukturę organizacyjną. Podczas tworzenia OC uwzględniono doświadczenia płynące z funkcjonowania wcześniejszych formacji, takich jak Terenowa Obrona Przeciwlotnicza (TOPL) oraz Powszechna Samoobrona.
Nowa organizacja została ukierunkowana przede wszystkim na ochronę ludności cywilnej, zakładów pracy, obiektów użyteczności publicznej i dóbr kultury. Do jej podstawowych zadań należało również ratowanie i niesienie pomocy poszkodowanym w czasie wojny, a także udział w działaniach mających na celu zwalczanie skutków klęsk żywiołowych.
Obrona Cywilna została uznana za integralny element systemu obronnego państwa. Szczególną wagę przywiązywano do ochrony ludności przed skażeniami oraz prowadzenia działań ratunkowych na terenach zurbanizowanych i silnie uprzemysłowionych. Ćwiczenia OC często łączono z pracami o charakterze użytecznym oraz z akcjami prewencyjnymi i likwidacyjnymi w zakresie zagrożeń naturalnych.

### Służba w Obronie Cywilnej
Służba w strukturach Obrony Cywilnej Kraju była obowiązkiem obywatela RP, na mocy ustawy z dnia 21 listopada 1967 r. o powszechnym obowiązku obrony Rzeczypospolitej Polskiej. Odbywała się ona na zasadach zbliżonych do służby wojskowej. Mogła być zarządzona jako służba zastępcza.

## Obrona cywilna na świecie

### Szwecja[9]
Obrona cywilna w Szwecji stanowi kluczowy element całkowitej obrony państwa, obok obrony wojskowej. Jej celem jest zapewnienie ciągłości funkcjonowania społeczeństwa i ochrona ludności cywilnej w czasie kryzysu, stanu podwyższonej gotowości lub wojny. Obejmuje działania państwa, władz lokalnych, firm, organizacji pozarządowych oraz samych obywateli.
Ważną rolę odgrywa indywidualna gotowość mieszkańców – im więcej osób potrafi radzić sobie samodzielnie przez pewien czas bez prądu, wody czy dostępu do sklepów, tym bardziej służby mogą skupić się na najbardziej potrzebujących.
Za koordynację obrony cywilnej odpowiada Szwedzka Agencja ds. Kontyngentów Cywilnych (MSB), współpracując z innymi agencjami rządowymi i sektorem prywatnym. Kluczowe znaczenie mają też działania w zakresie cyberbezpieczeństwa i obrony psychologicznej, za które odpowiadają odpowiednie wyspecjalizowane instytucje.
W ramach edukacji obywateli opracowano broszurę „W przypadku kryzysu lub wojny”, która zawiera praktyczne porady dotyczące przetrwania w sytuacjach nadzwyczajnych.

Naszywka Państwowej Służby Ukrainy ds. Sytuacji Nadzwyczajnych

### Ukraina[10]
Za obronę cywilna na Ukrainie odpowiada Państwowa Służba Ukrainy ds. Sytuacji Nadzwyczajnych (ukr. Державна служба України з надзвичайних ситуацій, skrót: DSNS). Jest to centralna agencja rządowa podlegająca Ministerstwu Spraw Wewnętrznych Ukrainy.
DSNS zajmuje się zapobieganiem i reagowaniem na sytuacje nadzwyczajne, w tym klęski żywiołowe, pożary, katastrofy techniczne, chemiczne i biologiczne oraz zagrożenia wojenne. Prowadzi działania ratownicze, ewakuacyjne, udziela pomocy humanitarnej i koordynuje odbudowę po zdarzeniach kryzysowych.
W czasie wojny z Rosją rola DSNS znacznie wzrosła – formacja ta aktywnie wspiera ludność cywilną, usuwa skutki ostrzałów, ratuje osoby spod gruzów i prowadzi kampanie edukacyjne na temat zachowań w warunkach zagrożenia.

Symbol Norweskiej Obrony Cywilnej

### Norwegia[11]
Obrona Cywilna Norwegii, znana jako Sivilforsvaret, jest narodową organizacją obrony cywilnej, działającą pod nadzorem Norweskiej Dyrekcji ds. Ochrony Ludności i Gotowości Kryzysowej (DSB), która z kolei podlega Ministerstwu Sprawiedliwości i Bezpieczeństwa Publicznego.
Organizacja opiera się na powszechnym obowiązku służby, obejmującym zarówno kobiety, jak i mężczyzn w wieku od 18 do 55 lat. Jej głównym zadaniem jest wzmacnianie reagowania kryzysowego w czasie pokoju oraz ochrona ludności cywilnej zgodnie z konwencjami genewskimi w czasie wojny.
Siedziba główna znajduje się w Oslo, a jednostki rozmieszczone są na terenie całego kraju, w tym m.in. w Tromsø.
Norwegia posiada swój poradnik dotyczący kryzysów dostępny również w języku polskim. Jego tytuł to Jak przygotować
się na wypadek nagłego zdarzenia w Norwegii.

### Norwegia

Logo agencji FEMA

### USA[12]
W USA funkcję obrony cywilnej przejęła FEMA. Jest to amerykańska agencja odpowiedzialna za zarządzanie kryzysowe, działająca od 2003 roku w strukturach Departamentu Bezpieczeństwa Krajowego USA. Jej zadania obejmują zapobieganie, przygotowanie, reagowanie i odbudowę po katastrofach naturalnych, technicznych i zagrożeniach terrorystycznych.
FEMA przejęła kompetencje wcześniejszych instytucji, w tym Agencji Obrony Cywilnej, tworząc spójny system reagowania. Agencja współpracuje z władzami federalnymi, stanowymi i lokalnymi, a także z organizacjami pozarządowymi, np. Amerykańskim Czerwonym Krzyżem. Obecną szefową FEMA jest Deanne Criswell.

## Znak graficzny obrony cywilnej

Międzynarodowy znak obrony cywilnej

Znak graficzny OC stosowany w Polsce

Międzynarodowym znakiem graficznym obrony cywilnej, określonym w Protokołach dodatkowych do Konwencji Genewskich z 1977 roku, jest niebieski trójkąt równoboczny umieszczony na pomarańczowym tle w kształcie kwadratu, ustawionym na wierzchołku (czyli w formie rombu). Trójkąt ten nie może dotykać krawędzi tła, co pozwala łatwo go odróżnić od innych oznaczeń. Symbol ten służy do identyfikacji personelu, obiektów i sprzętu przeznaczonych do zadań obrony cywilnej, takich jak ratownictwo, ewakuacja, pomoc medyczna czy ochrona ludności.
Zgodnie z prawem międzynarodowym, obiekty oznaczone tym znakiem — jak np. schrony, magazyny sprzętu ratowniczego czy pojazdy służb OC — są objęte ochroną i nie mogą być celem ataku ani konfiskaty przez siły zbrojne stron konfliktu. Oznaczenie to jest więc nie tylko identyfikacyjne, ale pełni także funkcję ochronną zgodnie z międzynarodowym prawem humanitarnym.

### Symbol obrony cywilnej w Polsce
W Polsce stosowany jest zmodyfikowany wariant międzynarodowego znaku: niebieski trójkąt umieszczony na pomarańczowym tle w kształcie koła. Choć symbol ten pełni te same funkcje rozpoznawcze, jego forma odbiega od wzorca wskazanego w prawie międzynarodowym, co bywa przedmiotem dyskusji w środowiskach związanych z ochroną ludności. Mimo różnicy kształtu tła, polski znak OC ma na celu oznaczanie miejsc schronienia, służb ratowniczych, pojazdów i personelu uczestniczącego w działaniach z zakresu obrony cywilnej.
W Polsce stosuje się podobne oznaczenia stosowanymi na pojazdach specjalnych. Często używany jest tam czarny trójkąt wpisany w żółte lub czerwone koło – symbol ten służy do oznaczania pojazdów specjalnych, takich jak środki rozminowywania, jednostki chemiczne czy pojazdy zabezpieczenia technicznego.

## Poradniki dla ludności cywilnej
W Polsce oficjalne poradniki wydało Rządowe Centrum Bezpieczeństwa - RCB. Dotychczasowe dwie publikacje to:
- Bądź gotowy – Poradnik na czas kryzysu i wojny, RBC
- Poradniki bezpiecznych zachowań, RBC

Do końca 2025 roku, rząd ma wydać nowy poradnik dotyczący obrony cywilnej. 30 kwietnia odbyły się konsultacje społeczne propozycji nowego poradnika. Poradnik trafić ma do wszystkich gospodarstw domowych oraz być dostępny na specjalnej stronie internetowej.